# Joe Starnes

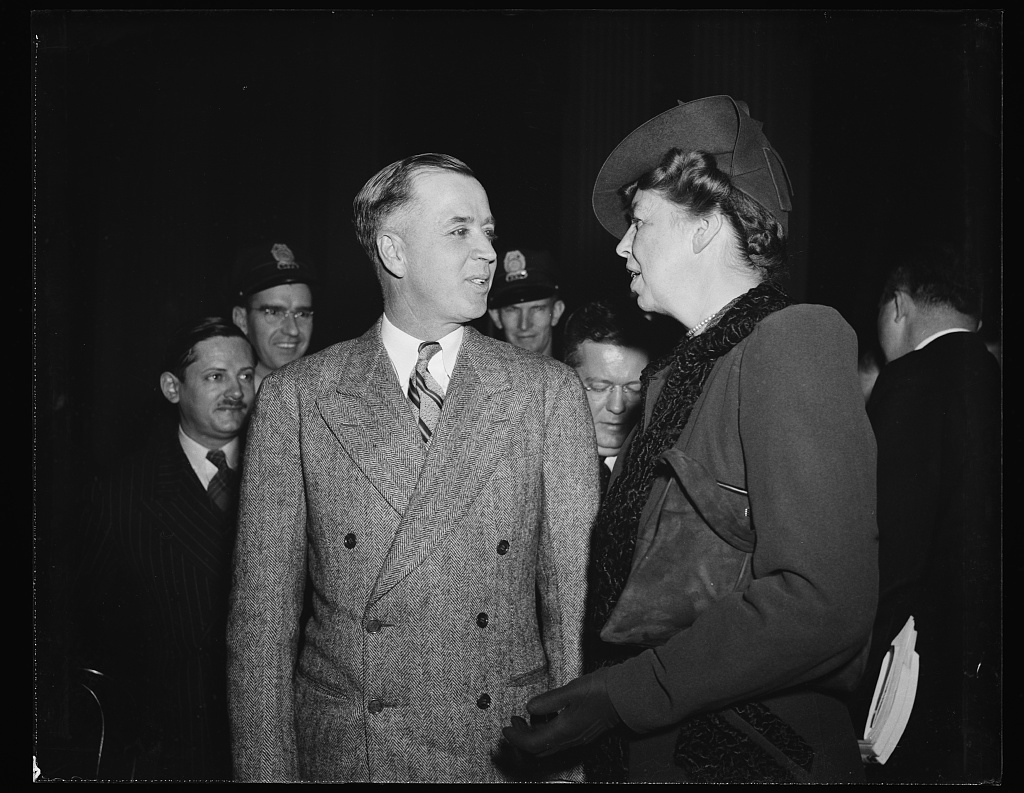
Joe Starnes im Gespräch mit Eleanor Roosevelt (1939)

Joe Starnes (* 31. März 1895 in Guntersville, Alabama; † 9. Januar 1962 in Washington, D.C.) war ein US-amerikanischer Offizier und Politiker (Demokratische Partei).

## Werdegang
Joe Starnes besuchte öffentliche Schulen und unterrichtete selbst zwischen 1912 und 1917 im Marshall County. Während des Ersten Weltkrieges diente er zwischen 1918 und 1919 in Übersee in der 53. Infanterie, 6. Division, wo er den Dienstgrad eines Second Lieutenant bekleidete. Nach seiner Rückkehr in die Vereinigten Staaten ging er auf die juristische Fakultät der University of Alabama in Tuscaloosa und machte dort 1921 seinen Abschluss. Seine Zulassung als Anwalt bekam er im gleichen Jahr und fing dann in Guntersville an zu praktizieren. Ferner war er seit 1923 Mitglied in der 167. Infanterie, Alabama National Guard, wo er bis zum Dienstgrad eines Colonel aufstieg.
Starnes schlug ebenfalls eine politische Laufbahn ein. Er war zwischen 1933 und 1949 Mitglied im staatlichen Bildungsausschuss und wurde dort im Januar 1948 stellvertretender Vorsitzender. Überdies wurde er in den 74. US-Kongress gewählt und in die vier nachfolgenden Kongresse wiedergewählt. Bei seiner Kandidatur für den 79. Kongress erlitt er eine Niederlage. Er war im US-Repräsentantenhaus vom 3. Januar 1935 bis zum 3. Januar 1945 tätig.
Starnes diente als Colonel der Infanterie auf dem europäischen Kriegsschauplatz und verblieb vom 4. Januar 1945 bis zu seiner Entlassung am 22. Februar 1946 in der Besatzungsarmee. Nach seiner Rückkehr in die Heimat nahm er in Guntersville seine Tätigkeit als Anwalt wieder auf.